# Lottie Neher
Lottie Neher (* 31. Mai 1894 in Plons bei Mels; † 27. Februar 1927 in Paris) war eine Schweizer Malerin.

## Leben und Wirken
Charlotte (‚Lottie‘) Neher war die erste Tochter und das zweite von fünf Kindern von Oscar Neher von Schaffhausen und  Laura, einer geborenen Stockar vom Berg in Zürich.
Ihre ersten Jugendjahre verbrachte sie im sogenannten „Herrenhaus“ in Plons (Gemeinde Mels). Im Jahr 1913 zog die Familie nach Maienfeld in die Villa Franz an der Steigstrasse.

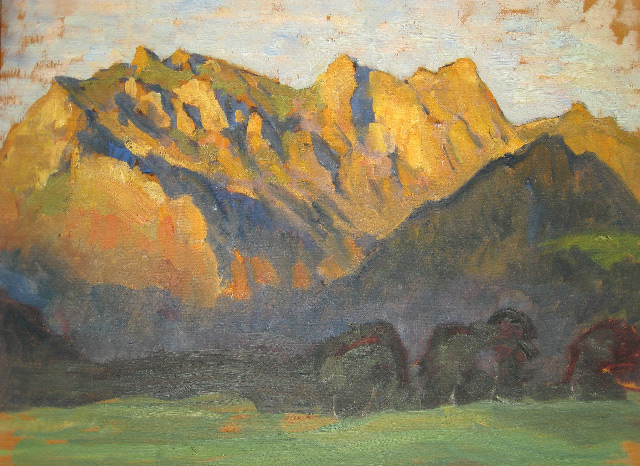
Falknis, Öl auf Malkarton

Lottie Neher genoss auf Wunsch ihrer Eltern eine vielseitige Ausbildung. Auf einen Welschlandaufenthalt folgte der Besuch einer Land- und Hauswirtschaftsschule in Deutschland. An der Zürcher Pflegerinnenschule wurde Lottie Neher schliesslich zur Kinderkrankenschwester ausgebildet.
Schon früh zeigte sich die grosse Begabung von Lottie Neher zur Malerei. So erhielt sie vorerst in München und anschliessend in Zürich eine Ausbildung zur Kunstmalerin. Wenzel Wirkner aus Karlsbad (1864–1947), der vor allem als Landschaftsmaler in München tätig war, sowie Hermann Gattiker (1865–1950), Leiter einer Malerkolonie in Rüschlikon bei Zürich und gleichfalls ausgeprägter Landschaftsmaler, hatten einen massgeblichen Einfluss auf die künstlerische Entwicklung von Lottie Neher. Beide weckten in ihr die besondere Vorliebe für die Landschaftsmalerei. Ihre Bilder zeigen mehrheitlich die Gegend um Maienfeld mit dem Falknis wie auch Landschaften aus anderen Gebieten des Kantons Graubünden, vor allem aus dem Engadin. Die Eltern von Lottie Neher konnten ihre Tochter nie dazu bewegen, ihre Werke auszustellen.
Zur Weiterbildung reiste Lottie Neher 1926 ein erstes Mal nach Paris, wo sie Anfang 1927 zusammen mit einer Freundin für eine gewisse Zeit Wohnsitz nahm. In Paris und Umgebung entstanden etliche Bilder. Von Paris aus besuchte Lottie Neher 1927 ihren Bruder in Spanien. Nur so sind ihre Werke mit spanischen Landschaftsmotiven zu erklären.
Im Februar 1927 erkrankte sie in Paris an Typhus und starb am 20. Februar im Alter von knapp 33 Jahren. Die Urne ruht in dem kurz zuvor von Vater Oscar Neher gestifteten Familiengrab auf dem Waldfriedhof in Schaffhausen.

## Weblink
- Porträt auf Seite 23 des Bezirksamtsblattes (PDF; 2,0 MB)

| Personendaten    | Personendaten     |
| ---------------- | ----------------- |
| NAME             | Neher, Lottie     |
| KURZBESCHREIBUNG | Schweizer Malerin |
| GEBURTSDATUM     | 31. Mai 1894      |
| GEBURTSORT       | Plons bei Mels    |
| STERBEDATUM      | 27. Februar 1927  |
| STERBEORT        | Paris             |